# All-Ireland Senior Football Championship 2008
L'All-Ireland Senior Football Championship 2008 fu la 122ª edizione del principale torneo di calcio gaelico tra le contee irlandesi (esclusa Kilkenny) più rappresentative di Londra e New York. Si tenne tra il 11 maggio 2010 e il 21 settembre 2010, giorno della finale. Il primo sorteggio si tenne il 14 ottobre 2007.

## Struttura
- Vengono disputati i quattro tornei provinciali (Londra e New York competono nel Connacht Senior Football Championship) I quattro campioni provinciali avanzano direttamente ai quarti di finale All-Ireland.
- Primo turno: vi partecipano tutte le squadre eliminate prima della finale provinciale, a eccezione di quelle che hanno militato nelle serie più basse della National Football League del 2008. Furono così eliminate Antrim, Carlow, Clare, Kilkenny, Leitrim, London, Sligo, Waterford e Wicklow. Proseguirono invece Cavan, Derry, Donegal, Down, Kildare, Laois, Limerick, Longford, Louth, Meath, Monaghan, Offaly, Roscommon, Tipperary, Tyrone e Westmeath. Il sorteggio per il turno 1 si tenne il 29 giugno 2008 e la prima squadra sorteggiata (tra le due sfidanti) godeva del vantaggio del fattore campo.
- Secondo turno:le otto squadre provenienti dal turno 1 si sfidano per ridurre il numero a 4. Il sorteggio si tenne il 20 luglio 2008 e anche in questo caso la prima sorteggiata giocava la sfida in casa.
- Terzo turno. Le vincenti del secondo turno sfidano le finaliste perdenti dei tornei provinciali. Il sorteggio si tenne il 27 luglio 2008 e le partite vennero disputate in campo neutro. Le vincenti sono ammesse ai quarti di finale All Ireland
- Quarti di finale. Le vincitrici dei titoli provinciali sono teste di serie e non si possono incontrare in questo turno, quindi sfidano le squadre uscite dai ripescaggi. A questo punto si procede nel modo classico: semifinale e finale.[1]

## Risultati

### Munster Senior Football Championship
|  | Quarti di finale | Quarti di finale | Quarti di finale |          |      | Semifinale | Semifinale | Semifinale |  |  | Finale | Finale | Finale |  |
|  |                  |                  |                  |          |      |            |            |            |  |  |        |        |        |  |
|  |                  |                  |                  |          |      | Clare      | Clare      | 0-05       |  |  |        |        |        |  |
|  |                  |                  |                  |          |      | Clare      | Clare      | 0-05       |  |  |        |        |        |  |
|  |                  |                  | Kerry            | Kerry    | 1-14 |            |            |            |  |  |        |        |        |  |
|  | Waterford        | Waterford        | Kerry            | Kerry    | 1-14 | 0-07       |            |            |  |  |        |        |        |  |
|  | Waterford        | Waterford        |                  |          |      |            |            |            |  |  |        |        |        |  |
|  | Clare            | Clare            | 2-18             |          |      |            |            |            |  |  |        |        |        |  |
|  | Clare            | Clare            | 2-18             |          | Cork | Cork       | 1-16       |            |  |  |        |        |        |  |
|  |                  |                  |                  |          |      |            |            |            |  |  |        |        |        |  |
|  |                  |                  | Kerry            | Kerry    | 1-11 |            |            |            |  |  |        |        |        |  |
|  |                  |                  |                  | Kerry    | 1-11 |            |            |            |  |  |        |        |        |  |
|  |                  |                  |                  |          |      |            |            |            |  |  |        |        |        |  |
|  |                  |                  |                  |          |      |            |            |            |  |  |        |        |        |  |
|  |                  | Cork             | Cork             | 2-09     |      |            |            |            |  |  |        |        |        |  |
|  |                  |                  |                  | 2-09     |      |            |            |            |  |  |        |        |        |  |
|  |                  |                  | Limerick         | Limerick | 0-12 |            |            |            |  |  |        |        |        |  |
|  | Tipperary        | Tipperary        | Limerick         | Limerick | 0-12 | 1-05       |            |            |  |  |        |        |        |  |
|  | Tipperary        | Tipperary        |                  |          |      |            |            |            |  |  |        |        |        |  |
|  | Limerick         | Limerick         | 1-08             |          |      |            |            |            |  |  |        |        |        |  |

| Ennis 25 maggio 2008 | Waterford | 0-07 – 0-09 referto                                               | Clare | Cusack Park |
| \| \| \| \| \| C Power 0-5 (5f), G Hurney, L Ó Lionain (0-1 each) J Walsh SO \| Marcatori \| D Tubridy 0-5 (4f), S Hickey (0-2), J Hayes, G Quinlan (0-1 each) \| |           |                                                                   |       |             |
| |           |                                                                   |       |             |
| C Power 0-5 (5f), G Hurney, L Ó Lionain (0-1 each) J Walsh SO | Marcatori | D Tubridy 0-5 (4f), S Hickey (0-2), J Hayes, G Quinlan (0-1 each) |       |             |

| 25 maggio 2008 | Limerick  | 1-08 – 1-05 referto                         | Tipperary | Fermoy |
| \| \| \| \| \| S Buckley 1-1, I Ryan 0-3 (3f), S Lavin, S Kelly, M Crowley, J Cooke 0-1 each \| Marcatori \| B Grogan 1-4 (1f), D O'Brien 0-1 A Foley SO \| |           |                                             |           |        |
| |           |                                             |           |        |
| S Buckley 1-1, I Ryan 0-3 (3f), S Lavin, S Kelly, M Crowley, J Cooke 0-1 each                                                                               | Marcatori | B Grogan 1-4 (1f), D O'Brien 0-1 A Foley SO |           |        |

| Killarney 15 giugno 2008 | Clare     | 0-05 – 1-14 [https://www.rte.ie/sport/gaa/championship/2008/0615/kerry_clare.html?gaa referto]                                                            | Kerry | Fitzgerald Stadium |
| \| \| \| \| \| R Donnelly 0-2, D Tubridy 0-3 (2f, 1 '45') \| Marcatori \| B Sheehan 0-5 (4f), C Cooper 1-0, A O'Mahony 0-2, D O Se, P Galvin, Declan O'Sullivan, Darren O'Sullivan, E Brosnan, T Walsh, T O'Se 0-1 each P Galvin SO \| |           | |       |                    |
| |           | |       |                    |
| R Donnelly 0-2, D Tubridy 0-3 (2f, 1 '45') | Marcatori | B Sheehan 0-5 (4f), C Cooper 1-0, A O'Mahony 0-2, D O Se, P Galvin, Declan O'Sullivan, Darren O'Sullivan, E Brosnan, T Walsh, T O'Se 0-1 each P Galvin SO |       |                    |

| Limerick 15 giugno 2008 | Limerick  | 0-12 – 2-09 referto                                                                              | Cork | Gaelic Grounds |
| \| \| \| \| \| I Ryan 0-5 (2f), M Crowley 0-4 (1f),J Galvin, S Kelly, J Cooke 0-1 each \| Marcatori \| D Goulding 1-1, J Hayes 0-3, G Canty 1-0, N Murphy (2f), D O'Connor (2f) 0-2 each, P O'Neill 0-1 \| |           |                                                                                                  |      |                |
| |           |                                                                                                  |      |                |
| I Ryan 0-5 (2f), M Crowley 0-4 (1f),J Galvin, S Kelly, J Cooke 0-1 each | Marcatori | D Goulding 1-1, J Hayes 0-3, G Canty 1-0, N Murphy (2f), D O'Connor (2f) 0-2 each, P O'Neill 0-1 |      |                |

| Cork 6 luglio 2008 | Kerry     | 1-11 – 1-16 [https://www.rte.ie/sport/gaa/championship/2008/0706/cork_kerry.html?gaa referto]                        | Cork | Páirc Uí Chaoimh |
| \| \| \| \| \| D Walsh 1-1, B Sheehan (3f), C Cooper (2f) 0-3 each, S O'Sullivan 0-2, T O'Se, D O'Se 0-1 each D O'Se, M O'Se SO \| Marcatori \| D Goulding 0-7 (5f), M Cussen 1-1, D O'Connor 0-4 (2f), J Hayes, F Goold, J Masters, P Kerrigan 0-1 each N Murphy SO \| |           | |      |                  |
| |           | |      |                  |
| D Walsh 1-1, B Sheehan (3f), C Cooper (2f) 0-3 each, S O'Sullivan 0-2, T O'Se, D O'Se 0-1 each D O'Se, M O'Se SO | Marcatori | D Goulding 0-7 (5f), M Cussen 1-1, D O'Connor 0-4 (2f), J Hayes, F Goold, J Masters, P Kerrigan 0-1 each N Murphy SO |      |                  |

Top Scorer: D Goulding (Cork); 1-08

### Leinster Senior Football Championship
|  | Ottavi di finale | Ottavi di finale | Ottavi di finale |         |           | Quarti di finale | Quarti di finale | Quarti di finale |  |  | Semifinali | Semifinali | Semifinali |  |  | Finale | Finale | Finale |  |
|  |                  |                  |                  |         |           |                  |                  |                  |  |  |            |            |            |  |  |        |        |        |  |
|  | Meath            | Meath            | 1-25             |         |           |                  |                  |                  |  |  |            |            |            |  |  |        |        |        |  |
|  | Meath            | Meath            | 1-25             |         |           |                  |                  |                  |  |  |            |            |            |  |  |        |        |        |  |
|  | Carlow           | Carlow           | 0-08             |         |           |                  |                  |                  |  |  |            |            |            |  |  |        |        |        |  |
|  | Carlow           | Carlow           | 0-08             |         | Meath     | Meath            | 2-13             |                  |  |  |            |            |            |  |  |        |        |        |  |
|  |                  |                  |                  |         | Meath     | Meath            | 2-13             |                  |  |  |            |            |            |  |  |        |        |        |  |
|  |                  |                  | Wexford          | Wexford | 2-14      |                  |                  |                  |  |  |            |            |            |  |  |        |        |        |  |
|  | Nessuno          |                  | Wexford          | Wexford | 2-14      |                  |                  |                  |  |  |            |            |            |  |  |        |        |        |  |
|  |                  |                  |                  |         |           |                  |                  |                  |  |  |            |            |            |  |  |        |        |        |  |
|  | Nessuno          |                  |                  |         |           |                  |                  |                  |  |  |            |            |            |  |  |        |        |        |  |
|  |                  | Wexford          | Wexford          | 0-18    |           |                  |                  |                  |  |  |            |            |            |  |  |        |        |        |  |
|  |                  |                  |                  |         |           |                  |                  |                  |  |  |            |            |            |  |  |        |        |        |  |
|  |                  |                  | Laois            | Laois   | 0-12      |                  |                  |                  |  |  |            |            |            |  |  |        |        |        |  |
|  | Kildare          | Kildare          | Laois            | Laois   | 0-12      | 0-09             |                  |                  |  |  |            |            |            |  |  |        |        |        |  |
|  | Kildare          | Kildare          |                  |         |           |                  |                  |                  |  |  |            |            |            |  |  |        |        |        |  |
|  | Wicklow          | Wicklow          | 0-13             |         |           |                  |                  |                  |  |  |            |            |            |  |  |        |        |        |  |
|  | Wicklow          | Wicklow          | 0-13             |         | Wicklow   | Wicklow          | 0-13             |                  |  |  |            |            |            |  |  |        |        |        |  |
|  |                  |                  |                  |         | Wicklow   | Wicklow          | 0-13             |                  |  |  |            |            |            |  |  |        |        |        |  |
|  |                  |                  | Laois            | Laois   | 0-15      |                  |                  |                  |  |  |            |            |            |  |  |        |        |        |  |
|  | Nessuno          |                  | Laois            | Laois   | 0-15      |                  |                  |                  |  |  |            |            |            |  |  |        |        |        |  |
|  |                  |                  |                  |         |           |                  |                  |                  |  |  |            |            |            |  |  |        |        |        |  |
|  | Nessuno          |                  |                  |         |           |                  |                  |                  |  |  |            |            |            |  |  |        |        |        |  |
|  |                  | Wexford          | Wexford          | 0-09    |           |                  |                  |                  |  |  |            |            |            |  |  |        |        |        |  |
|  |                  |                  |                  |         |           |                  |                  |                  |  |  |            |            |            |  |  |        |        |        |  |
|  |                  |                  | Dublino          | Dublino | 3-23      |                  |                  |                  |  |  |            |            |            |  |  |        |        |        |  |
|  | Westmeath        | Westmeath        | Dublino          | Dublino | 3-23      | 2-10             |                  |                  |  |  |            |            |            |  |  |        |        |        |  |
|  | Westmeath        | Westmeath        |                  |         |           |                  |                  |                  |  |  |            |            |            |  |  |        |        |        |  |
|  | Longford         | Longford         | 1-10             |         |           |                  |                  |                  |  |  |            |            |            |  |  |        |        |        |  |
|  | Longford         | Longford         | 1-10             |         | Westmeath | Westmeath        | 2-11             |                  |  |  |            |            |            |  |  |        |        |        |  |
|  |                  |                  |                  |         | Westmeath | Westmeath        | 2-11             |                  |  |  |            |            |            |  |  |        |        |        |  |
|  |                  |                  | Offaly           | Offaly  | 1-08      |                  |                  |                  |  |  |            |            |            |  |  |        |        |        |  |
|  | Nessuno          |                  | Offaly           | Offaly  | 1-08      |                  |                  |                  |  |  |            |            |            |  |  |        |        |        |  |
|  |                  |                  |                  |         |           |                  |                  |                  |  |  |            |            |            |  |  |        |        |        |  |
|  | Nessuno          |                  |                  |         |           |                  |                  |                  |  |  |            |            |            |  |  |        |        |        |  |
|  |                  | Westmeath        | Westmeath        | 1-08    |           |                  |                  |                  |  |  |            |            |            |  |  |        |        |        |  |
|  |                  |                  |                  |         |           |                  |                  |                  |  |  |            |            |            |  |  |        |        |        |  |
|  |                  |                  | Dublino          | Dublino | 0-13      |                  |                  |                  |  |  |            |            |            |  |  |        |        |        |  |
|  | Nessuno          |                  | Dublino          | Dublino | 0-13      |                  |                  |                  |  |  |            |            |            |  |  |        |        |        |  |
|  |                  |                  |                  |         |           |                  |                  |                  |  |  |            |            |            |  |  |        |        |        |  |
|  | Nessuno          |                  |                  |         |           |                  |                  |                  |  |  |            |            |            |  |  |        |        |        |  |
|  |                  | Dublino          | Dublino          | 1-22    |           |                  |                  |                  |  |  |            |            |            |  |  |        |        |        |  |
|  |                  |                  |                  | 1-22    |           |                  |                  |                  |  |  |            |            |            |  |  |        |        |        |  |
|  |                  |                  | Louth            | Louth   | 0-12      |                  |                  |                  |  |  |            |            |            |  |  |        |        |        |  |
|  | Nessuno          |                  | Louth            | Louth   | 0-12      |                  |                  |                  |  |  |            |            |            |  |  |        |        |        |  |
|  |                  |                  |                  |         |           |                  |                  |                  |  |  |            |            |            |  |  |        |        |        |  |
|  | Nessuno          |                  |                  |         |           |                  |                  |                  |  |  |            |            |            |  |  |        |        |        |  |

| Longford 11 maggio 2008 | Longford  | 1-10 – 2-10 referto                                                          | Westmeath | Pearse Park |
| \| \| \| \| \| P Barden 1-1, Martin 0-3 (2f),McGee (2f), Kavanagh 0-2 each, K Mulligan, Masterson 0-1 each \| Marcatori \| Mangan, Glennon 1-1 each, Wilson 0-3 (3f), Flanagan 0-3 (2f), Dolan 0-2 (2f) \| |           |                                                                              |           |             |
| |           |                                                                              |           |             |
| P Barden 1-1, Martin 0-3 (2f),McGee (2f), Kavanagh 0-2 each, K Mulligan, Masterson 0-1 each | Marcatori | Mangan, Glennon 1-1 each, Wilson 0-3 (3f), Flanagan 0-3 (2f), Dolan 0-2 (2f) |           |             |

| Dublino 18 maggio 2008 | Kildare   | 0-09 – 0-13 referto                                                                      | Wicklow | Croke Park |
| \| \| \| \| \| A Smith 0-3, J Doyle 0-2 (0-2f), K Cribben, M Conway, R Sweeney, T Fennin (0-1f) 0-1 each. \| Marcatori \| T Hannon 0-6 (0-4f, 0-1 '45'), S Furlong 0-4 (0-2f), P Earls, L Glynn, C Walsh 0-1 each. \| |           |                                                                                          |         |            |
| |           |                                                                                          |         |            |
| A Smith 0-3, J Doyle 0-2 (0-2f), K Cribben, M Conway, R Sweeney, T Fennin (0-1f) 0-1 each. | Marcatori | T Hannon 0-6 (0-4f, 0-1 '45'), S Furlong 0-4 (0-2f), P Earls, L Glynn, C Walsh 0-1 each. |         |            |

| Dublino 18 maggio 2008 | Meath     | 1-25 – 0-08 referto                                                     | Carlow | Croke Park |
| \| \| \| \| \| C Ward 0-7 (3f), J Sheridan 1-3, S Bray 0-4, G Geraghty, B Farrell (2f), A Nestor, C O'Connor 0-2 each, G Reilly, C King, B Meade 0-1 each. \| Marcatori \| JJ Smith 0-3 (2f), D St Leger, E McCormack (1f) 0-02 each, A Curran 0-1 \| |           |                                                                         |        |            |
| |           |                                                                         |        |            |
| C Ward 0-7 (3f), J Sheridan 1-3, S Bray 0-4, G Geraghty, B Farrell (2f), A Nestor, C O'Connor 0-2 each, G Reilly, C King, B Meade 0-1 each. | Marcatori | JJ Smith 0-3 (2f), D St Leger, E McCormack (1f) 0-02 each, A Curran 0-1 |        |            |

| Carlow 31 maggio 2008 | Wicklow   | 0-13 – 0-15 referto                                                                                             | Laois | Dr. Cullen Park |
| \| \| \| \| \| T Hannon 0-7 (2f, 2 '45'), L Glynn, P Earls 0-2 each, D Odlum, C Walsh 0-1 each. \| Marcatori \| R Munnelly 0-5, B McCormack 0-3, MJ Tierney 0-2, T Kelly, P McMahon, J O'Loughlin, BC Kelly, B Brennan 0-1 each \| |           | |       |                 |
| |           | |       |                 |
| T Hannon 0-7 (2f, 2 '45'), L Glynn, P Earls 0-2 each, D Odlum, C Walsh 0-1 each. | Marcatori | R Munnelly 0-5, B McCormack 0-3, MJ Tierney 0-2, T Kelly, P McMahon, J O'Loughlin, BC Kelly, B Brennan 0-1 each |       |                 |

| Carlow 1º giugno 2008 | Meath     | 2-13 – 2-14 [https://www.rte.ie/sport/gaa/championship/2008/0601/wexford_meath.html?gaa referto]                     | Wexford | Dr. Cullen Park |
| \| \| \| \| \| S Bray 1-2, G Geraghty 1-0, J Sheridan, P Byrne 0-3 each, C Ward (2f), A Nestor 0-2 each, M Ward 0-1 M Ward SO \| Marcatori \| R Barry, PJ Banville 1-1 each, C Lyng (2f), M Forde (1f) 0-4 each, C Morris, P Colfer, A Morrissey, S Roche 0-1 each \| |           | |         |                 |
| |           | |         |                 |
| S Bray 1-2, G Geraghty 1-0, J Sheridan, P Byrne 0-3 each, C Ward (2f), A Nestor 0-2 each, M Ward 0-1 M Ward SO | Marcatori | R Barry, PJ Banville 1-1 each, C Lyng (2f), M Forde (1f) 0-4 each, C Morris, P Colfer, A Morrissey, S Roche 0-1 each |         |                 |

| Tullamore 7 giugno 2008 | Westmeath | 2-11 – 1-08 [https://www.rte.ie/sport/gaa/championship/2008/0607/westmeath_offaly.html?gaa referto] | Offaly | O'Connor Park |
| \| \| \| \| \| F Wilson (2f), D Dolan (2f) 1-4 each, F Boyle, D Glennon 0-1 each \| Marcatori \| N McNamee 1-5 (3f), C McManus 0-3 (2f) S Sullivan SO \| |           | |        |               |
| |           | |        |               |
| F Wilson (2f), D Dolan (2f) 1-4 each, F Boyle, D Glennon 0-1 each                                                                                        | Marcatori | N McNamee 1-5 (3f), C McManus 0-3 (2f) S Sullivan SO                                                |        |               |

| Dublino 8 giugno 2008 | Louth     | 0-12 – 1-22 referto                                                                                            | Dublin | Croke Park |
| \| \| \| \| \| A Hoey 0-3 (1f), D Crilly 0-2 (1f), R Finnegan, P Keenan, R Carroll, C Judge, S Lennon, J Murray, B White 0-1 each \| Marcatori \| A Brogan 1-7, T Quinn 0-6 (3f), C Keaney 0-3 (3f), C Moran, J Sherlock 0-2 each, P Andrews, M Vaughan 0-1 each \| |           | |        |            |
| |           | |        |            |
| A Hoey 0-3 (1f), D Crilly 0-2 (1f), R Finnegan, P Keenan, R Carroll, C Judge, S Lennon, J Murray, B White 0-1 each | Marcatori | A Brogan 1-7, T Quinn 0-6 (3f), C Keaney 0-3 (3f), C Moran, J Sherlock 0-2 each, P Andrews, M Vaughan 0-1 each |        |            |

| Dublino 22 giugno 2008 | Laois     | 0-12 – 0-18 referto                                                                                                | Wexford | Croke Park |
| \| \| \| \| \| C Parkinson 0-4, C Kelly 0-3 (2f), MJ Tierney 0-2 (1f), R Munnelly (f), M Timmons, P McMahon 0-1 each \| Marcatori \| M Forde 0-6 (2 '45'), PJ Banville, R Barry 0-3 each, A Morrissey 0-2, E Bradley, C Lyng, B Doyle, S Roche 0-1 each \| |           | |         |            |
| |           | |         |            |
| C Parkinson 0-4, C Kelly 0-3 (2f), MJ Tierney 0-2 (1f), R Munnelly (f), M Timmons, P McMahon 0-1 each | Marcatori | M Forde 0-6 (2 '45'), PJ Banville, R Barry 0-3 each, A Morrissey 0-2, E Bradley, C Lyng, B Doyle, S Roche 0-1 each |         |            |

| Dublino 29 giugno 2008 | Westmeath | 1-08 – 0-13 referto | Dublin | Croke Park |
| \| \| \| \| \| D Dolan 0-5 (3f), D Bannon 1-0, D Glennon 0-3 (1f) \| Marcatori \| T Quinn 0-3 (3f), C Keaney (2f), D Connolly 0-2 each, C Whelan, C Moran, D Henry, B Cahill, A Brogan, J Sherlock 0-1 each \| |           | |        |            |
| |           | |        |            |
| D Dolan 0-5 (3f), D Bannon 1-0, D Glennon 0-3 (1f) | Marcatori | T Quinn 0-3 (3f), C Keaney (2f), D Connolly 0-2 each, C Whelan, C Moran, D Henry, B Cahill, A Brogan, J Sherlock 0-1 each |        |            |

| Dublino 20 luglio 2008                                                                 | Wexford   | 0-09 – 3-23 referto | Dublin | Croke Park |
| \| \| \| \| \| C Lyng 0-4, M Forde, E Bradley 0-2 each, R Barry 0-1 \| Marcatori \| \| |           |                     |        |            |
|                                                                                        |           |                     |        |            |
| C Lyng 0-4, M Forde, E Bradley 0-2 each, R Barry 0-1                                   | Marcatori |                     |        |            |

Top Scorer: A Brogan (Dublin); 2-12

### Ulster Senior Football Championship
|  | Ottavi di finale | Ottavi di finale | Ottavi di finale |           |       | Quarti di finale | Quarti di finale | Quarti di finale |  |  | Semifinali | Semifinali | Semifinali |  |  | Finale | Finale | Finale |  |
|  |                  |                  |                  |           |       |                  |                  |                  |  |  |            |            |            |  |  |        |        |        |  |
|  | Nessuno          |                  |                  |           |       |                  |                  |                  |  |  |            |            |            |  |  |        |        |        |  |
|  |                  |                  |                  |           |       |                  |                  |                  |  |  |            |            |            |  |  |        |        |        |  |
|  | Nessuno          |                  |                  |           |       |                  |                  |                  |  |  |            |            |            |  |  |        |        |        |  |
|  |                  | Tyrone           | Tyrone           | 0-21      |       |                  |                  |                  |  |  |            |            |            |  |  |        |        |        |  |
|  |                  |                  |                  | 0-21      |       |                  |                  |                  |  |  |            |            |            |  |  |        |        |        |  |
|  |                  |                  | Down             | Down      | 1-19  |                  |                  |                  |  |  |            |            |            |  |  |        |        |        |  |
|  | Nessuno          |                  | Down             | Down      | 1-19  |                  |                  |                  |  |  |            |            |            |  |  |        |        |        |  |
|  |                  |                  |                  |           |       |                  |                  |                  |  |  |            |            |            |  |  |        |        |        |  |
|  | Nessuno          |                  |                  |           |       |                  |                  |                  |  |  |            |            |            |  |  |        |        |        |  |
|  |                  | Down             | Down             | 0-11      |       |                  |                  |                  |  |  |            |            |            |  |  |        |        |        |  |
|  |                  |                  |                  |           |       |                  |                  |                  |  |  |            |            |            |  |  |        |        |        |  |
|  |                  |                  | Armagh           | Armagh    | 1-12  |                  |                  |                  |  |  |            |            |            |  |  |        |        |        |  |
|  | Antrim           | Antrim           | Armagh           | Armagh    | 1-12  | 1-14             |                  |                  |  |  |            |            |            |  |  |        |        |        |  |
|  | Antrim           | Antrim           |                  |           |       |                  |                  |                  |  |  |            |            |            |  |  |        |        |        |  |
|  | Cavan            | Cavan            | 1-19             |           |       |                  |                  |                  |  |  |            |            |            |  |  |        |        |        |  |
|  | Cavan            | Cavan            | 1-19             |           | Cavan | Cavan            | 0-13             |                  |  |  |            |            |            |  |  |        |        |        |  |
|  |                  |                  |                  |           | Cavan | Cavan            | 0-13             |                  |  |  |            |            |            |  |  |        |        |        |  |
|  |                  |                  | Armagh           | Armagh    | 0-17  |                  |                  |                  |  |  |            |            |            |  |  |        |        |        |  |
|  | Nessuno          |                  | Armagh           | Armagh    | 0-17  |                  |                  |                  |  |  |            |            |            |  |  |        |        |        |  |
|  |                  |                  |                  |           |       |                  |                  |                  |  |  |            |            |            |  |  |        |        |        |  |
|  | Nessuno          |                  |                  |           |       |                  |                  |                  |  |  |            |            |            |  |  |        |        |        |  |
|  |                  | Armagh           | Armagh           | 1-11      |       |                  |                  |                  |  |  |            |            |            |  |  |        |        |        |  |
|  |                  |                  |                  |           |       |                  |                  |                  |  |  |            |            |            |  |  |        |        |        |  |
|  |                  |                  | Fermanagh        | Fermanagh | 0-08  |                  |                  |                  |  |  |            |            |            |  |  |        |        |        |  |
|  | Nessuno          |                  | Fermanagh        | Fermanagh | 0-08  |                  |                  |                  |  |  |            |            |            |  |  |        |        |        |  |
|  |                  |                  |                  |           |       |                  |                  |                  |  |  |            |            |            |  |  |        |        |        |  |
|  | Nessuno          |                  |                  |           |       |                  |                  |                  |  |  |            |            |            |  |  |        |        |        |  |
|  |                  | Monaghan         | Monaghan         | 0-10      |       |                  |                  |                  |  |  |            |            |            |  |  |        |        |        |  |
|  |                  |                  |                  | 0-10      |       |                  |                  |                  |  |  |            |            |            |  |  |        |        |        |  |
|  |                  |                  | Fermanagh        | Fermanagh | 2-08  |                  |                  |                  |  |  |            |            |            |  |  |        |        |        |  |
|  | Nessuno          |                  | Fermanagh        | Fermanagh | 2-08  |                  |                  |                  |  |  |            |            |            |  |  |        |        |        |  |
|  |                  |                  |                  |           |       |                  |                  |                  |  |  |            |            |            |  |  |        |        |        |  |
|  | Nessuno          |                  |                  |           |       |                  |                  |                  |  |  |            |            |            |  |  |        |        |        |  |
|  |                  | Fermanagh        | Fermanagh        | 1-11      |       |                  |                  |                  |  |  |            |            |            |  |  |        |        |        |  |
|  |                  |                  |                  |           |       |                  |                  |                  |  |  |            |            |            |  |  |        |        |        |  |
|  |                  |                  | Derry            | Derry     | 1-09  |                  |                  |                  |  |  |            |            |            |  |  |        |        |        |  |
|  | Nessuno          |                  | Derry            | Derry     | 1-09  |                  |                  |                  |  |  |            |            |            |  |  |        |        |        |  |
|  |                  |                  |                  |           |       |                  |                  |                  |  |  |            |            |            |  |  |        |        |        |  |
|  | Nessuno          |                  |                  |           |       |                  |                  |                  |  |  |            |            |            |  |  |        |        |        |  |
|  |                  | Donegal          | Donegal          | 1-12      |       |                  |                  |                  |  |  |            |            |            |  |  |        |        |        |  |
|  |                  |                  |                  | 1-12      |       |                  |                  |                  |  |  |            |            |            |  |  |        |        |        |  |
|  |                  |                  | Derry            | Derry     | 1-14  |                  |                  |                  |  |  |            |            |            |  |  |        |        |        |  |
|  | Nessuno          |                  | Derry            | Derry     | 1-14  |                  |                  |                  |  |  |            |            |            |  |  |        |        |        |  |
|  |                  |                  |                  |           |       |                  |                  |                  |  |  |            |            |            |  |  |        |        |        |  |
|  | Nessuno          |                  |                  |           |       |                  |                  |                  |  |  |            |            |            |  |  |        |        |        |  |

| Belfast 18 maggio 2008 | Antrim    | 1-14 – 1-19 referto | Cavan | Casement Park |
| \| \| \| \| \| CJ McGourty 1-4, P Cunningham 0-4 (0-3 frees), T McCann 0-3 (0-1 free, 0-1 '45'), K Niblock, M Magill 0-1 each \| Marcatori \| S Johnston 0-8 (0-1 free), D McCabe 1-1 (0-1 free), M Reilly 0-3, R Flanagan, J O'Reilly 0-2, M Cahill, M McDonald 0-1 each \| |           | |       |               |
| |           | |       |               |
| CJ McGourty 1-4, P Cunningham 0-4 (0-3 frees), T McCann 0-3 (0-1 free, 0-1 '45'), K Niblock, M Magill 0-1 each | Marcatori | S Johnston 0-8 (0-1 free), D McCabe 1-1 (0-1 free), M Reilly 0-3, R Flanagan, J O'Reilly 0-2, M Cahill, M McDonald 0-1 each |       |               |

| Enniskillen 25 maggio 2008 | Fermanagh | 2-08 – 0-10 referto                                                                                                  | Monaghan | Brewster Park |
| \| \| \| \| \| C McElroy 1-1, L McBarron 1-0, R Keenan 0-3 (0-3 frees), M McGrath, M Little, E Maguire, S McCabe (0-1 each) \| Marcatori \| P Finlay 0-3 (0-1 free), T Freeman 0-3 (0-2 frees), E Lennon, C McManus, V Corey, C Hanratty (0-1 each) G McQuaid SO \| |           | |          |               |
| |           | |          |               |
| C McElroy 1-1, L McBarron 1-0, R Keenan 0-3 (0-3 frees), M McGrath, M Little, E Maguire, S McCabe (0-1 each) | Marcatori | P Finlay 0-3 (0-1 free), T Freeman 0-3 (0-2 frees), E Lennon, C McManus, V Corey, C Hanratty (0-1 each) G McQuaid SO |          |               |

| Ballybofey 1º giugno 2008 | Donegal   | 1-12 – 1-14 referto                                                                  | Derry | MacCumhail Park |
| \| \| \| \| \| C McFadden 0-6 (0-3 frees), M Murphy 1-1 (1-00 pen), R Kavanagh 0-2, B Monaghan, K Cassidy, D Walsh 0-1 each \| Marcatori \| P Bradley 0-10 (0-7 frees), E Bradley 1-1, C Gilligan 0-2 (0-2 frees), E Muldoon 0-1 \| |           |                                                                                      |       |                 |
| |           |                                                                                      |       |                 |
| C McFadden 0-6 (0-3 frees), M Murphy 1-1 (1-00 pen), R Kavanagh 0-2, B Monaghan, K Cassidy, D Walsh 0-1 each | Marcatori | P Bradley 0-10 (0-7 frees), E Bradley 1-1, C Gilligan 0-2 (0-2 frees), E Muldoon 0-1 |       |                 |

| Omagh 8 giugno 2008 | Tyrone    | 2-08 – 2-08 referto | Down | Healy Park |
| \| \| \| \| \| S Cavanagh, C McCullagh 1-2 each, B Dooher, M Penrose, C Cavanagh (0-1 free), K Hughes 0-1 each \| Marcatori \| A Rodgers 1-1, B Coulter 1-0, L Doyle 0-2 (0-2 frees), D Gordon 0-2, R Sexton 0-1, P McCumiskey 0-1(0-1 free), P Murphy 0-1 each \| |           | |      |            |
| |           | |      |            |
| S Cavanagh, C McCullagh 1-2 each, B Dooher, M Penrose, C Cavanagh (0-1 free), K Hughes 0-1 each | Marcatori | A Rodgers 1-1, B Coulter 1-0, L Doyle 0-2 (0-2 frees), D Gordon 0-2, R Sexton 0-1, P McCumiskey 0-1(0-1 free), P Murphy 0-1 each |      |            |

| Newry 14 giugno 2008 | Down      | 1-19 – 0-21 AET referto | Tyrone | Páirc Esler |
| \| \| \| \| \| L Doyle 0-6 (6f), B Coulter 1-3, A Carr 0-4 (3f, 1 '45'), P Murphy, D Gordon, A Rodgers, D Hughes, J Clarke, K McKernan 0-1 each \| Marcatori \| T McGuigan 0-6 (0-4 frees), C Cavanagh 0-4 (0-4 frees), S Cavanagh, C McCullagh 0-4 (0-1 free) each, P Jordan, R Mellon, M Penrose 0-1 each \| |           | |        |             |
| |           | |        |             |
| L Doyle 0-6 (6f), B Coulter 1-3, A Carr 0-4 (3f, 1 '45'), P Murphy, D Gordon, A Rodgers, D Hughes, J Clarke, K McKernan 0-1 each | Marcatori | T McGuigan 0-6 (0-4 frees), C Cavanagh 0-4 (0-4 frees), S Cavanagh, C McCullagh 0-4 (0-1 free) each, P Jordan, R Mellon, M Penrose 0-1 each |        |             |

| Cavan 15 giugno 2008 | Armagh    | 0-17 – 0-13 referto                                                                               | Cavan | Breffni Park |
| \| \| \| \| \| S McDonnell 0-6 (0-1 free, 0-1 '45'), S Kernan 0-3, A Kernan 0-2 (0-1 free), R Clarke 0-2, P McKeever, P McGrane, C Vernon, K Toner 0-1 each \| Marcatori \| S Johnston 0-6 (0-3 frees), D McCabe 0-3 (0-2 frees), C Mackey 0-2, M Reilly, M McKeever 0-1 each \| |           |                                                                                                   |       |              |
| |           |                                                                                                   |       |              |
| S McDonnell 0-6 (0-1 free, 0-1 '45'), S Kernan 0-3, A Kernan 0-2 (0-1 free), R Clarke 0-2, P McKeever, P McGrane, C Vernon, K Toner 0-1 each | Marcatori | S Johnston 0-6 (0-3 frees), D McCabe 0-3 (0-2 frees), C Mackey 0-2, M Reilly, M McKeever 0-1 each |       |              |

| Omagh 21 giugno 2008 | Fermanagh | 1-11 – 1-09 referto                                                                                         | Derry | Healy Park |
| \| \| \| \| \| R Keenan 0-4 (0-3 frees), B Owens 1-0, E Maguire 0-2, D Kelly, T McElroy, M McGrath, M Little, L McBarron 0-1 each \| Marcatori \| E Bradley 1-1, P Bradley 0-3 (0-1 free), C Gilligan 0-2 (0-1 free, 0-1 '45'), R wilkinson 0-2, M McIver 0-1 \| |           | |       |            |
| |           | |       |            |
| R Keenan 0-4 (0-3 frees), B Owens 1-0, E Maguire 0-2, D Kelly, T McElroy, M McGrath, M Little, L McBarron 0-1 each | Marcatori | E Bradley 1-1, P Bradley 0-3 (0-1 free), C Gilligan 0-2 (0-1 free, 0-1 '45'), R wilkinson 0-2, M McIver 0-1 |       |            |

| Clones 29 giugno 2008 | Down      | 0-11 – 1-12 referto                                                                                                 | Armagh | St. Tiernach's Park |
| \| \| \| \| \| A Carr 0-6 (0-6 frees), D Hughes, R Murtagh, D Gordon, J Colgan, P McComiskey 0-1 each \| Marcatori \| S Kernan 1-2, R Clarke 0-3, S McDonnell 0-3, B Donaghy 0-1, P McKeever 0-1 (0-1 free), A O'Rourke 0-1, B Mallon 0-1 \| |           | |        |                     |
| |           | |        |                     |
| A Carr 0-6 (0-6 frees), D Hughes, R Murtagh, D Gordon, J Colgan, P McComiskey 0-1 each | Marcatori | S Kernan 1-2, R Clarke 0-3, S McDonnell 0-3, B Donaghy 0-1, P McKeever 0-1 (0-1 free), A O'Rourke 0-1, B Mallon 0-1 |        |                     |

| Clones 20 luglio 2008 | Fermanagh | 1-11 – 2-08 referto                                                   | Armagh | St. Tiernach's Park |
| \| \| \| \| \| E Maguire 1-0, M McGrath 0-2, C McElroy 0-2, M Little 0-2 (0-2 frees), S McDermott 0-1, T McElroy 0-1, M Murphy 0-1, R Keenan 0-1 (0-1 free), S Doherty 0-1 \| Marcatori \| S McDonnell 0-6 (0-1 free), R Clarke 1-1, F Moriarty 1-0, K Toner 0-1 \| |           |                                                                       |        |                     |
| |           |                                                                       |        |                     |
| E Maguire 1-0, M McGrath 0-2, C McElroy 0-2, M Little 0-2 (0-2 frees), S McDermott 0-1, T McElroy 0-1, M Murphy 0-1, R Keenan 0-1 (0-1 free), S Doherty 0-1 | Marcatori | S McDonnell 0-6 (0-1 free), R Clarke 1-1, F Moriarty 1-0, K Toner 0-1 |        |                     |

| Clones 27 luglio 2008 | Fermanagh | 0-08 – 1-11 referto                                                                     | Armagh | St. Tiernach's Park |
| \| \| \| \| \| E Maguire, T Brewster (1f) 0-2 each, D Kelly, R Keenan, M Little (1f), S McCabe 0-1 each \| Marcatori \| S McDonnell 1-2 (1f), A Kernan 0-4 (4f), R Clarke, T Kernan (1f) 0-2 each, B Mallon 0-1 \| |           |                                                                                         |        |                     |
| |           |                                                                                         |        |                     |
| E Maguire, T Brewster (1f) 0-2 each, D Kelly, R Keenan, M Little (1f), S McCabe 0-1 each | Marcatori | S McDonnell 1-2 (1f), A Kernan 0-4 (4f), R Clarke, T Kernan (1f) 0-2 each, B Mallon 0-1 |        |                     |

Top Scorer: S McDonnell; 1-17

### Connacht Senior Football Championship
|  | Quarti di finale            | Quarti di finale | Quarti di finale |        |         | Semifinali | Semifinali | Semifinali |  |  | Finale | Finale | Finale |  |
|  |                             |                  |                  |        |         |            |            |            |  |  |        |        |        |  |
|  | New York                    | New York         | 0-06             |        |         |            |            |            |  |  |        |        |        |  |
|  | New York                    | New York         | 0-06             |        |         |            |            |            |  |  |        |        |        |  |
|  | Leitrim                     | Leitrim          | 0-17             |        |         |            |            |            |  |  |        |        |        |  |
|  | Leitrim                     | Leitrim          | 0-17             |        | Leitrim | Leitrim    | 1-13       |            |  |  |        |        |        |  |
|  |                             |                  |                  |        | Leitrim | Leitrim    | 1-13       |            |  |  |        |        |        |  |
|  |                             |                  | Galway           | Galway | 2-14    |            |            |            |  |  |        |        |        |  |
|  | Roscommon                   | Roscommon        | Galway           | Galway | 2-14    | 0-06       |            |            |  |  |        |        |        |  |
|  | Roscommon                   | Roscommon        |                  |        |         |            |            |            |  |  |        |        |        |  |
|  | Galway                      | Galway           | 2-16             |        |         |            |            |            |  |  |        |        |        |  |
|  | Galway                      | Galway           | 2-16             |        | Galway  | Galway     | 2-12       |            |  |  |        |        |        |  |
|  |                             |                  |                  |        |         |            |            |            |  |  |        |        |        |  |
|  |                             |                  | Mayo             | Mayo   | 1-14    |            |            |            |  |  |        |        |        |  |
|  | Mayo qualificata di diritto |                  | Mayo             | Mayo   | 1-14    |            |            |            |  |  |        |        |        |  |
|  |                             |                  |                  |        |         |            |            |            |  |  |        |        |        |  |
|  | Mayo qualificata di diritto |                  |                  |        |         |            |            |            |  |  |        |        |        |  |
|  |                             | Mayo             | Mayo             | 3-11   |         |            |            |            |  |  |        |        |        |  |
|  |                             |                  |                  | 3-11   |         |            |            |            |  |  |        |        |        |  |
|  |                             |                  | Sligo            | Sligo  | 0-07    |            |            |            |  |  |        |        |        |  |
|  | Londra                      | Londra           | Sligo            | Sligo  | 0-07    | 0-07       |            |            |  |  |        |        |        |  |
|  | Londra                      | Londra           |                  |        |         |            |            |            |  |  |        |        |        |  |
|  | Sligo                       | Sligo            | 2-17             |        |         |            |            |            |  |  |        |        |        |  |

| New York 11 maggio 2008 | New York  | 0-06 – 0-17 referto                                                                                   | Leitrim | Gaelic Park |
| \| \| \| \| \| L. O'Donnell 0-02 (2f), A. O'Connor, D. Doona, P. Smyth, M. Dobbin 0-01 each. \| Marcatori \| E. Mulligan 0-10 (9f), M. Duignan 0-03, D. Maxwell, D. O'Connor, D. Brennan, P. McGuinness 0-01 each. \| |           | |         |             |
| |           | |         |             |
| L. O'Donnell 0-02 (2f), A. O'Connor, D. Doona, P. Smyth, M. Dobbin 0-01 each. | Marcatori | E. Mulligan 0-10 (9f), M. Duignan 0-03, D. Maxwell, D. O'Connor, D. Brennan, P. McGuinness 0-01 each. |         |             |

| Galway 18 maggio 2008 | Galway    | 2-16 – 0-06 referto                                         | Roscommon | Pearse Stadium |
| \| \| \| \| \| M Clancy 1-3, P Conroy 0-6 (4f), M Meehan 0-5 (2f, 2x'45'), N Coleman 1-0, P Joyce 0-2 \| Marcatori \| S Kilbride 0-3, G Heneghan 0-2 (2f), K Mannion 0-1 G Cox SO \| |           |                                                             |           |                |
| |           |                                                             |           |                |
| M Clancy 1-3, P Conroy 0-6 (4f), M Meehan 0-5 (2f, 2x'45'), N Coleman 1-0, P Joyce 0-2                                                                                               | Marcatori | S Kilbride 0-3, G Heneghan 0-2 (2f), K Mannion 0-1 G Cox SO |           |                |

| Londra 25 maggio 2008 | London    | 0-07 – 2-17 referto                                                       | Sligo | Ruislip |
| \| \| \| \| \| P Hehir, CD Tara (0-3 each), A Rafferty (0-1) \| Marcatori \| M Breheny 1-11, G Gaughan 1-2, J Davey 0-2, B Curran, D Kelly (0-01 each) \| |           |                                                                           |       |         |
| |           |                                                                           |       |         |
| P Hehir, CD Tara (0-3 each), A Rafferty (0-1) | Marcatori | M Breheny 1-11, G Gaughan 1-2, J Davey 0-2, B Curran, D Kelly (0-01 each) |       |         |

| Galway 15 giugno 2008 | Galway    | 2-14 – 1-13 referto                                               | Leitrim | Pearse Stadium |
| \| \| \| \| \| P Joyce 1-4 (1f), C Bane 1-2, M Meehan 0-4 (1f), N Joyce 0-2, M Clancy, N Coleman 0-1 each \| Marcatori \| E Mulligan 0-10 (10f), D Maxwell 1-1, D Brennan, M Foley 0-1 each \| |           |                                                                   |         |                |
| |           |                                                                   |         |                |
| P Joyce 1-4 (1f), C Bane 1-2, M Meehan 0-4 (1f), N Joyce 0-2, M Clancy, N Coleman 0-1 each | Marcatori | E Mulligan 0-10 (10f), D Maxwell 1-1, D Brennan, M Foley 0-1 each |         |                |

| Castlebar 22 giugno 2008 | Mayo      | 3-11 – 0-07 referto             | Sligo | McHale Park |
| \| \| \| \| \| C Mortimer 0-5, A Kilcoyne 1-1, P Harte 1-1 (1-0 pen), T Mortimer 1-0, T Parsons, A O'Malley 0-2 each \| Marcatori \| M Breheny 0-4 (3f), D Kelly 0-3 \| |           |                                 |       |             |
| |           |                                 |       |             |
| C Mortimer 0-5, A Kilcoyne 1-1, P Harte 1-1 (1-0 pen), T Mortimer 1-0, T Parsons, A O'Malley 0-2 each                                                                   | Marcatori | M Breheny 0-4 (3f), D Kelly 0-3 |       |             |

| Castlebar 13 luglio 2008 | Galway    | 2-12 – 1-14 referto                                                                                          | Mayo | McHale Park |
| \| \| \| \| \| P Joyce 1-3, F Breathnach 1-0, M Meehan (2f), C Bane 0-3 each, G Bradshaw, S Armstrong, P Conroy 0-1 each \| Marcatori \| A Dillon 0-7 (5f), A Kilcoyne 1-0, BJ Padden, C Mortimer 0-2 each, T Mortimer, R McGarrity, P Harte 0-1 each \| |           | |      |             |
| |           | |      |             |
| P Joyce 1-3, F Breathnach 1-0, M Meehan (2f), C Bane 0-3 each, G Bradshaw, S Armstrong, P Conroy 0-1 each | Marcatori | A Dillon 0-7 (5f), A Kilcoyne 1-0, BJ Padden, C Mortimer 0-2 each, T Mortimer, R McGarrity, P Harte 0-1 each |      |             |

Top Scorer: E Mulligan (Leitrim); 0-20

## Ripescaggi

### Round 1
| Limerick 19 luglio 2008 | Limerick  | 4 – 12- 4-03 referto                                            | Meath | Gaelic Grounds |
| \| \| \| \| \| I Ryan 3-7, J Galvin 1-1, M Crowley 0-2 (0-1 free), S Buckley, G Collins 0-1 each \| Marcatori \| J Sheridan 2-0 (1-0 pen), B Farrell 1-1, S Bray 1-0, C Ward 0-2 \| |           |                                                                 |       |                |
| |           |                                                                 |       |                |
| I Ryan 3-7, J Galvin 1-1, M Crowley 0-2 (0-1 free), S Buckley, G Collins 0-1 each                                                                                                   | Marcatori | J Sheridan 2-0 (1-0 pen), B Farrell 1-1, S Bray 1-0, C Ward 0-2 |       |                |

| Longford 19 luglio 2008 | Longford  | 0-11 – 1-10 referto                                                                                       | Laois | Pearse Park |
| \| \| \| \| \| F McGee 0-4 (0-1 free), B Kavanagh 0-3 (0-2 frees), P Dowd, P Barden 0-2 each \| Marcatori \| D Kingston 1-3 (0-1 free), MJ Tierney 0-3 (0-3 frees), T Kelly, B Quigley, R Munnelly, B Brennan 0-1 each \| |           | |       |             |
| |           | |       |             |
| F McGee 0-4 (0-1 free), B Kavanagh 0-3 (0-2 frees), P Dowd, P Barden 0-2 each | Marcatori | D Kingston 1-3 (0-1 free), MJ Tierney 0-3 (0-3 frees), T Kelly, B Quigley, R Munnelly, B Brennan 0-1 each |       |             |

| Newbridge 19 luglio 2008 | Kildare   | 1-16 – 1-15 referto | Cavan | St. Conleth's Park |
| \| \| \| \| \| J Doyle 0-8 (0-4 frees), J Kavanagh 1-0, A Smyth, K Donnelly 0-2 each, E Bolton, D Earley, P O'Neill, E Callaghan 0-1 each \| Marcatori \| S Johnston 0-6 (0-3 frees), D McCabe 0-4 (0-4 frees), P Brady 1-0, E O'Reilly 0-2, R Flanagan, M Reilly, C Mackey 0-1 each \| |           | |       |                    |
| |           | |       |                    |
| J Doyle 0-8 (0-4 frees), J Kavanagh 1-0, A Smyth, K Donnelly 0-2 each, E Bolton, D Earley, P O'Neill, E Callaghan 0-1 each | Marcatori | S Johnston 0-6 (0-3 frees), D McCabe 0-4 (0-4 frees), P Brady 1-0, E O'Reilly 0-2, R Flanagan, M Reilly, C Mackey 0-1 each |       |                    |

| Tullamore 19 luglio 2008 | Offaly    | 2-10 – 5-19 referto | Down | O'Connor Park |
| \| \| \| \| \| P Kelleghan 2-1, N McNamee 0-4 (0-2 frees), J Reynolds 0-2, G Comerford 0-2, C McManus 0-1 (0-1 free) \| Marcatori \| R Murtagh 0-4, J Clarke 1-3, K McKernan 1-2, D Hughes 1-1, A Carr 0-2, R Sexton 1-1, D Gordon 0-2, B Coulter 1-1, A Rodgers 0-1, J Fegan 0-2 (0-1 free) \| |           | |      |               |
| |           | |      |               |
| P Kelleghan 2-1, N McNamee 0-4 (0-2 frees), J Reynolds 0-2, G Comerford 0-2, C McManus 0-1 (0-1 free) | Marcatori | R Murtagh 0-4, J Clarke 1-3, K McKernan 1-2, D Hughes 1-1, A Carr 0-2, R Sexton 1-1, D Gordon 0-2, B Coulter 1-1, A Rodgers 0-1, J Fegan 0-2 (0-1 free) |      |               |

| Drogheda 19 luglio 2008 | Louth     | 1-10 – 1-18 referto | Tyrone | Drogheda Park |
| \| \| \| \| \| D Clarke 1-3 (0-1 free), S Lennon 0-3 (0-1 pen), B White 0-3 (0-2 frees), A Hoey 0-1 (0-1 free) \| Marcatori \| C McCullagh 0-5 (0-1 free), S Cavanagh 0-4, E McGinley 1-1, B McGuigan 0-3, P Jordan, R Mellon, B Dooher, T McGuigan, M Penrose 0-1 each \| |           | |        |               |
| |           | |        |               |
| D Clarke 1-3 (0-1 free), S Lennon 0-3 (0-1 pen), B White 0-3 (0-2 frees), A Hoey 0-1 (0-1 free) | Marcatori | C McCullagh 0-5 (0-1 free), S Cavanagh 0-4, E McGinley 1-1, B McGuigan 0-3, P Jordan, R Mellon, B Dooher, T McGuigan, M Penrose 0-1 each |        |               |

| 19 luglio 2008 | Tipperary | 0-06 – 0-15 referto                                                                                  | Westmeath | Ardfinnan |
| \| \| \| \| \| B Coen 0-2 (0-2 frees), B Grogan 0-1, P Austin 0-1, T Dalton 0-1, B Mulvihill 0-1 (0-1 free) \| Marcatori \| D Dolan 0-6 (0-5 frees), Denis Glennon 0-5, M Ennis 0-1, S Quinn 0-1, David Glennon 0-1, J Smyth 0-1 \| |           | |           |           |
| |           | |           |           |
| B Coen 0-2 (0-2 frees), B Grogan 0-1, P Austin 0-1, T Dalton 0-1, B Mulvihill 0-1 (0-1 free) | Marcatori | D Dolan 0-6 (0-5 frees), Denis Glennon 0-5, M Ennis 0-1, S Quinn 0-1, David Glennon 0-1, J Smyth 0-1 |           |           |

| Ballybofey 19 luglio 2008 | Donegal   | 3-11 – 1-09 referto                                                                | Roscommon | MacCumhail Park |
| \| \| \| \| \| M Murphy 2-2 (1-0 pen, 0-2 frees), C McFadden 0-5 (0-3 frees, 0-1 '45'), S Griffin 1-0, R Kavanagh 0-1, K Rafferty 0-1, D Walsh 0-1, C Toye 0-1 \| Marcatori \| G Heneghan 0-6 (0-5 frees), K Mannion 1-1 (1-0 pen), S Kilbride 0-1, S O'Neill 0-1 \| |           |                                                                                    |           |                 |
| |           |                                                                                    |           |                 |
| M Murphy 2-2 (1-0 pen, 0-2 frees), C McFadden 0-5 (0-3 frees, 0-1 '45'), S Griffin 1-0, R Kavanagh 0-1, K Rafferty 0-1, D Walsh 0-1, C Toye 0-1 | Marcatori | G Heneghan 0-6 (0-5 frees), K Mannion 1-1 (1-0 pen), S Kilbride 0-1, S O'Neill 0-1 |           |                 |

| Clones 19 luglio 2008 | Monaghan  | 1-13 – 1-12 referto | Derry | St. Tiernach's Park |
| \| \| \| \| \| T Freeman 0-5 (0-2 frees), C Hanratty 0-3, D Clerkin 1-0, S Gollogly 0-2, C McManus 0-1, R Woods 0-1, S Smith 0-1 \| Marcatori \| P Bradley 0-4 (0-2 frees), E Bradley 1-1, M Lynch 0-2, J O'Kane 0-1, E Muldoon 0-1, F Doherty 0-1, C Devlin 0-1, C McKeague 0-1 \| |           | |       |                     |
| |           | |       |                     |
| T Freeman 0-5 (0-2 frees), C Hanratty 0-3, D Clerkin 1-0, S Gollogly 0-2, C McManus 0-1, R Woods 0-1, S Smith 0-1 | Marcatori | P Bradley 0-4 (0-2 frees), E Bradley 1-1, M Lynch 0-2, J O'Kane 0-1, E Muldoon 0-1, F Doherty 0-1, C Devlin 0-1, C McKeague 0-1 |       |                     |

### Round 2
| Ballybofey 26 luglio 2008 | Donegal   | 0-15 – 0-16 referto                                                                                 | Monaghan | MacCumhail Park |
| \| \| \| \| \| M Murphy 0-5 (5f), C McFadden 0-3 (3f), R Kavanagh, B Roper, C Toye 0-2 each, D Walsh 0-1 \| Marcatori \| P Finlay 0-7 (6f), R Woods 0-3, T Freeman 0-2, E Lennon, S Gollogly, C McManus, C Hanratty 0-1 each \| |           | |          |                 |
| |           | |          |                 |
| M Murphy 0-5 (5f), C McFadden 0-3 (3f), R Kavanagh, B Roper, C Toye 0-2 each, D Walsh 0-1 | Marcatori | P Finlay 0-7 (6f), R Woods 0-3, T Freeman 0-2, E Lennon, S Gollogly, C McManus, C Hanratty 0-1 each |          |                 |

| Omagh 26 luglio 2008 | Tyrone    | 0-14 – 1-07 [https://www.rte.ie/sport/gaa/championship/2008/0726/tyrone_westmeath1.html?gaa referto] | Westmeath | Healy Park |
| \| \| \| \| \| T McGuigan 0-6 (2f), B Dooher, M Penrose 0-2 each, D McCaul, E McGinley, R Mellon, D Harte 0-1 each \| Marcatori \| D Dolan 0-4 (4f), M Ennis 1-0, Denis Glennon 0-2 (1f), J Smyth 0-1 D Healy, D Harte SO \| |           | |           |            |
| |           | |           |            |
| T McGuigan 0-6 (2f), B Dooher, M Penrose 0-2 each, D McCaul, E McGinley, R Mellon, D Harte 0-1 each | Marcatori | D Dolan 0-4 (4f), M Ennis 1-0, Denis Glennon 0-2 (1f), J Smyth 0-1 D Healy, D Harte SO               |           |            |

| Limerick 26 luglio 2008 | Limerick  | 0-11 – 1-11 referto                                                                      | Kildare | Gaelic Grounds |
| \| \| \| \| \| I Ryan 0-5 (5f), S Buckley 0-2, S Lavin, J Donovan, J Galvin, J Ryan 0-1 each \| Marcatori \| J Doyle 1-6 (3f, 1 '45', 1 sl), M Conway 0-2, J Kavanagh, P O'Neill, K Donnelly 0-1 each \| |           |                                                                                          |         |                |
| |           |                                                                                          |         |                |
| I Ryan 0-5 (5f), S Buckley 0-2, S Lavin, J Donovan, J Galvin, J Ryan 0-1 each | Marcatori | J Doyle 1-6 (3f, 1 '45', 1 sl), M Conway 0-2, J Kavanagh, P O'Neill, K Donnelly 0-1 each |         |                |

| Portlaoise 26 luglio 2008 | Laois     | 1-15 – 2-14 [https://www.rte.ie/sport/gaa/championship/2008/0726/laois_down.html?gaa referto]                              | Down | O'Moore Park |
| \| \| \| \| \| D Kingston 1-5 (4f), MJ Tierney (2f), B McCormack 0-3 each, C Healy, B Brennan, C Parkinson, R Munnelly (1f) 0-1 each \| Marcatori \| B Coulter 1-2, A Carr 0-4 (4f), J Clarke 1-1, K McKernan 0-3, P Murphy, A Rodgers, J Fegan, R Murtagh 0-1 each D Gordon SO \| |           | |      |              |
| |           | |      |              |
| D Kingston 1-5 (4f), MJ Tierney (2f), B McCormack 0-3 each, C Healy, B Brennan, C Parkinson, R Munnelly (1f) 0-1 each | Marcatori | B Coulter 1-2, A Carr 0-4 (4f), J Clarke 1-1, K McKernan 0-3, P Murphy, A Rodgers, J Fegan, R Murtagh 0-1 each D Gordon SO |      |              |

### Round 3
| Dublino 2 agosto 2008 | Tyrone    | 0-13 – 1-09 referto                                   | Mayo | Croke Park |
| \| \| \| \| \| S Cavanagh 0-4 (1f), C McCullagh (1f), T McGuigan (2f) 0-2 each, D Harte, E McGinley, M Penrose, B Dooher, R McMenamin 0-1 each \| Marcatori \| C Mortimer 1-4 (3f), A Dillon 0-3 (3f), BJ Padden 0-2 \| |           |                                                       |      |            |
| |           |                                                       |      |            |
| S Cavanagh 0-4 (1f), C McCullagh (1f), T McGuigan (2f) 0-2 each, D Harte, E McGinley, M Penrose, B Dooher, R McMenamin 0-1 each                                                                                         | Marcatori | C Mortimer 1-4 (3f), A Dillon 0-3 (3f), BJ Padden 0-2 |      |            |

| Dublino 2 agosto 2008 | Down      | 0-12 – 2-13 referto                                                                                     | Wexford | Croke Park |
| \| \| \| \| \| A Carr 0-6 (6f), A Rodgers, B Coulter 0-2 each, D Rooney, S Kearney 0-1 each \| Marcatori \| M Forde 0-7 (5f, 1 '45'), C Lyng (1f), PJ Banville 1-1 each, R Barry 0-2, P Colfer, R Stafford 0-1 each \| |           | |         |            |
| |           | |         |            |
| A Carr 0-6 (6f), A Rodgers, B Coulter 0-2 each, D Rooney, S Kearney 0-1 each | Marcatori | M Forde 0-7 (5f, 1 '45'), C Lyng (1f), PJ Banville 1-1 each, R Barry 0-2, P Colfer, R Stafford 0-1 each |         |            |

| Dublino 3 agosto 2008 | Kildare   | 0-11 – 0-05 referto                                                | Fermanagh | Croke Park |
| \| \| \| \| \| J Doyle 0-5 (2f, 1 '45'), J Kavanagh 0-2, E Bolton, D Flynn, P O'Neill, D Earley 0-1 each \| Marcatori \| E Maguire, R Keenan, T Brewster, S Doherty, M Little (1f) 0-1 each \| |           |                                                                    |           |            |
| |           |                                                                    |           |            |
| J Doyle 0-5 (2f, 1 '45'), J Kavanagh 0-2, E Bolton, D Flynn, P O'Neill, D Earley 0-1 each | Marcatori | E Maguire, R Keenan, T Brewster, S Doherty, M Little (1f) 0-1 each |           |            |

| Dublino 3 agosto 2008 | Monaghan  | 0-13 – 1-13 referto                                                                                        | Kerry | Croke Park |
| \| \| \| \| \| T Freeman 0-5 (3f), G McQuaid, R Woods, P Finlay (2f) 0-2 each, E Lennon, V Corey 0-1 each \| Marcatori \| B Sheehan 0-5 (2f, 1 '45'), K Donaghy 1-2, C Cooper (1f), T Walsh 0-2 each, A O'Mahony, S Scanlon 0-1 each \| |           | |       |            |
| |           | |       |            |
| T Freeman 0-5 (3f), G McQuaid, R Woods, P Finlay (2f) 0-2 each, E Lennon, V Corey 0-1 each | Marcatori | B Sheehan 0-5 (2f, 1 '45'), K Donaghy 1-2, C Cooper (1f), T Walsh 0-2 each, A O'Mahony, S Scanlon 0-1 each |       |            |

### All-Ireland Senior Football Championship
| Dublino 9 agosto 2008 | Armagh    | 0-12 – 1-14 referto                                                                | Wexford | Croke Park |
| \| \| \| \| \| A Kernan 0-4 (3f), R Clarke, S McDonnell 0-3 each, B Mallon, C Vernon 0-1 \| Marcatori \| M Forde 1-5 (1f, 1sl), C Lyng 0-5 (3f), R Barry 0-2, PJ Banville, B Doyle 0-1 each \| |           |                                                                                    |         |            |
| |           |                                                                                    |         |            |
| A Kernan 0-4 (3f), R Clarke, S McDonnell 0-3 each, B Mallon, C Vernon 0-1 | Marcatori | M Forde 1-5 (1f, 1sl), C Lyng 0-5 (3f), R Barry 0-2, PJ Banville, B Doyle 0-1 each |         |            |

| Dublino 9 agosto 2008 | Galway    | 1 – 16- 1-21 referto | Kerry | Croke Park |
| \| \| \| \| \| M Meehan 0-10 (4f), J Bergin 1-1, M Lydon, C Bane, G Bradshaw, P Joyce, M Clancy 0-1 each \| Marcatori \| B Sheehan 0-7 (4f), Declan O'Sullivan 0-4, D Walsh 1-0, C Cooper (1f), T Walsh 0-3 each, A O'Mahony, K Donaghy, Darren O'Sullivan, D O'Se 0-1 each \| |           | |       |            |
| |           | |       |            |
| M Meehan 0-10 (4f), J Bergin 1-1, M Lydon, C Bane, G Bradshaw, P Joyce, M Clancy 0-1 each | Marcatori | B Sheehan 0-7 (4f), Declan O'Sullivan 0-4, D Walsh 1-0, C Cooper (1f), T Walsh 0-3 each, A O'Mahony, K Donaghy, Darren O'Sullivan, D O'Se 0-1 each |       |            |

| Dublino 10 agosto 2008 | Cork      | 2-11 – 1-11 referto                                                          | Kildare | Croke Park |
| \| \| \| \| \| J Hayes 1-3, M Cussen 1-2, D Goulding 0-3 (2f), P O'Neill 0-2, J Masters 0-1 \| Marcatori \| J Doyle 1-5 (4f), A Smyth 0-3, D Earley, E Callaghan, M Conway (1f) 0-1 each \| |           |                                                                              |         |            |
| |           |                                                                              |         |            |
| J Hayes 1-3, M Cussen 1-2, D Goulding 0-3 (2f), P O'Neill 0-2, J Masters 0-1 | Marcatori | J Doyle 1-5 (4f), A Smyth 0-3, D Earley, E Callaghan, M Conway (1f) 0-1 each |         |            |

| Dublino 16 agosto 2008 | Dublin    | 1-08 – 3-14 referto | Tyrone | Croke Park |
| \| \| \| \| \| C Keaney 1-1, B Brogan 0-3, T Quinn 0-2 (2f), B Cahill, M Vaughan (1f) 0-1 each \| Marcatori \| S Cavanagh 1-2 (1f), J McMahon, D Harte 1-1 each, B Dooher, C McCullagh 0-3 each, T McGuigan, C Gormley, B McGuigan, E McGinley 0-1 each \| |           | |        |            |
| |           | |        |            |
| C Keaney 1-1, B Brogan 0-3, T Quinn 0-2 (2f), B Cahill, M Vaughan (1f) 0-1 each | Marcatori | S Cavanagh 1-2 (1f), J McMahon, D Harte 1-1 each, B Dooher, C McCullagh 0-3 each, T McGuigan, C Gormley, B McGuigan, E McGinley 0-1 each |        |            |

| Dublino 24 agosto 2008 | Kerry     | 1-13 – 3-07 referto                                                                                                | Cork | Croke Park |
| \| \| \| \| \| K Donaghy 1-1, B Sheehan 0-4 (3f), C Cooper 0-3 (2f), T Walsh 0-2, T O'Sé, E Brosnan, D O'Sullivan 0-1 each D O'Se SO \| Marcatori \| J Hayes 1-1 (1f), D O'Connor 0-4 (2f), D Goulding, J Masters 1-0 each, N Murphy, J Miskella 0-1 each D O'Connor SO \| |           | |      |            |
| |           | |      |            |
| K Donaghy 1-1, B Sheehan 0-4 (3f), C Cooper 0-3 (2f), T Walsh 0-2, T O'Sé, E Brosnan, D O'Sullivan 0-1 each D O'Se SO | Marcatori | J Hayes 1-1 (1f), D O'Connor 0-4 (2f), D Goulding, J Masters 1-0 each, N Murphy, J Miskella 0-1 each D O'Connor SO |      |            |

| Dublino 31 agosto 2008 | Kerry     | 3-14 – 2-13 referto                                                                     | Cork | Croke Park |
| \| \| \| \| \| C Cooper 1-8 (6f), T Walsh 1-2, Declan O'Sullivan 1-0, S Scanlon 0-2, T O'Se, E Brosnan 0-1 each \| Marcatori \| D Goulding 1-7 (5f), D O'Connor 0-4 (2f), P O'Neill 1-0, J Miskella, J Masters 0-1 each \| |           |                                                                                         |      |            |
| |           |                                                                                         |      |            |
| C Cooper 1-8 (6f), T Walsh 1-2, Declan O'Sullivan 1-0, S Scanlon 0-2, T O'Se, E Brosnan 0-1 each | Marcatori | D Goulding 1-7 (5f), D O'Connor 0-4 (2f), P O'Neill 1-0, J Miskella, J Masters 0-1 each |      |            |

| Dublino 31 agosto 2008 | Wexford   | 1-14 – 0-23 referto | Tyrone | Croke Park |
| \| \| \| \| \| C Lyng 1-6 (3f), C Morris 0-2, A Morrissey, P Wallace, PJ Banville, S Roche, P Colfer, A Flynn 0-1 each \| Marcatori \| S Cavanagh, C McCullagh 0-4 (2f) each, M Penrose, T McGuigan (1f), B Dooher 0-3 each, P Jordan, R McMenamin 0-2 each, E McGinley, D Harte 0-1 each \| |           | |        |            |
| |           | |        |            |
| C Lyng 1-6 (3f), C Morris 0-2, A Morrissey, P Wallace, PJ Banville, S Roche, P Colfer, A Flynn 0-1 each | Marcatori | S Cavanagh, C McCullagh 0-4 (2f) each, M Penrose, T McGuigan (1f), B Dooher 0-3 each, P Jordan, R McMenamin 0-2 each, E McGinley, D Harte 0-1 each |        |            |

| Dublino 21 settembre 2008 | Kerry     | 0-14 – 1-15 referto | Tyrone | Croke Park |
| \| \| \| \| \| C Cooper 0-6 (3f), B Sheehan 0-2 (2f), Declan O'Sullivan 0-2, T Walsh, Darren O'Sullivan, T Ó Sé, D Ó Sé 0-1 each \| Marcatori \| S Cavanagh 0-5,T McGuigan 1-1 (1f), B Dooher 0-2, C McCullagh 0-1 (1f), D Harte, E McGinley, M Penrose, R Mellon, K Hughes, C Cavanagh 0-1 each \| |           | |        |            |
| |           | |        |            |
| C Cooper 0-6 (3f), B Sheehan 0-2 (2f), Declan O'Sullivan 0-2, T Walsh, Darren O'Sullivan, T Ó Sé, D Ó Sé 0-1 each | Marcatori | S Cavanagh 0-5,T McGuigan 1-1 (1f), B Dooher 0-2, C McCullagh 0-1 (1f), D Harte, E McGinley, M Penrose, R Mellon, K Hughes, C Cavanagh 0-1 each |        |            |

|  | Quarti di finale | Quarti di finale | Quarti di finale |        |        | Semifinali | Semifinali | Semifinali |  |  | Finale All-Ireland | Finale All-Ireland | Finale All-Ireland |
|  |                  |                  |                  |        |        |            |            |            |  |  |                    |                    |                    |
|  |                  | Galway           | 1-16             |        |        |            |            |            |  |  |                    |                    |                    |
|  |                  | Kerry            | 1-21             |        |        |            |            |            |  |  |                    |                    |                    |
|  |                  | Kerry            | 1-21             |        | Kerry  | 3-14       |            |            |  |  |                    |                    |                    |
|  |                  |                  |                  |        | Kerry  | 3-14       |            |            |  |  |                    |                    |                    |
|  |                  |                  | Cork             | 2-13   |        |            |            |            |  |  |                    |                    |                    |
|  |                  | Cork             | Cork             | 2-13   | 2-11   |            |            |            |  |  |                    |                    |                    |
|  |                  | Cork             |                  |        | 2-11   |            |            |            |  |  |                    |                    |                    |
|  |                  | Kildare          | 1-11             |        |        |            |            |            |  |  |                    |                    |                    |
|  |                  |                  |                  |        |        |            |            |            |  |  |                    | Kerry              | 0-14               |
|  |                  |                  |                  | Tyrone | 1-15   |            |            |            |  |  |                    |                    |                    |
|  |                  | Dublino          | 1-08             |        |        |            |            |            |  |  |                    |                    |                    |
|  |                  | Tyrone           | 3-14             |        |        |            |            |            |  |  |                    |                    |                    |
|  |                  | Tyrone           | 3-14             |        | Tyrone | 0-23       |            |            |  |  |                    |                    |                    |
|  |                  |                  |                  |        | Tyrone | 0-23       |            |            |  |  |                    |                    |                    |
|  |                  |                  | Wexford          | 1-14   |        |            |            |            |  |  |                    |                    |                    |
|  |                  | Armagh           | Wexford          | 1-14   | 0-12   |            |            |            |  |  |                    |                    |                    |
|  |                  | Armagh           |                  |        | 0-12   |            |            |            |  |  |                    |                    |                    |
|  |                  | Wexford          | 1-14             |        |        |            |            |            |  |  |                    |                    |                    |